# Bretleben
Bretleben es una localidad del municipio alemán de An der Schmücke, en el distrito de Kyffhäuser, en el estado federado de Turingia (Alemania), a una altitud de 130 metros. Su población a finales de 2016 era de unos 530 habitantes.
Se ubica en el extremo septentrional del municipio, en la salida de la línea de ferrocarril que lleva a Artern.
Se conoce la existencia de la localidad desde el año 786. Fue municipio hasta que el 1 de enero de 2019 se integró en el territorio de la ciudad An der Schmücke.